# April 2020
Portal Geschichte | Portal Biografien | Aktuelle Ereignisse | Jahreskalender | Tagesartikel

◄ |
20. Jahrhundert |
21. Jahrhundert

◄ |
1990er |
2000er |
2010er |
2020er
| 2030er | 2040er

◄ |
2016 |
2017 |
2018 |
2019 |
2020
| 2021 | 2022 | 2023 | 2024 | ►

◄ |
Januar 2020 |
Februar 2020 |
März 2020 |
April 2020 |
Mai 2020 |
Juni 2020 |
Juli 2020 |
►
Dieser Artikel behandelt tagesbezogene Nachrichten und Ereignisse im April 2020.

## Tagesgeschehen

### Mittwoch, 1. April 2020
- United States Census 2020, die 24. Volkszählung in den Vereinigten Staaten
- Mittelmeer: Die Operation Irini, eine EU-Militärmission zur Durchsetzung der UN-Sanktionen gegen Libyen und Nachfolgerin der Operation Sophia, beginnt.
- Der deutsche Warenhauskonzern Galeria Karstadt Kaufhof teilt mit, ein Schutzschirmverfahren sei beantragt und genehmigt worden.

### Donnerstag, 2. April 2020
- Die Zahl der bekannten COVID-19-Fälle übersteigt eine Million.[1]

### Samstag, 4. April 2020
- Romans-sur-Isère/Frankreich: Bei einem Messerangriff werden zwei Menschen getötet und fünf verletzt.[2][3]

### Mittwoch, 8. April 2020
- Massa-Carrara/Italien: Auf der Strada statale 330 (früher als Strada provinciale 70 bezeichnet) ist östlich von Albiano Magra eine Straßenbrücke eingestürzt.

### Donnerstag, 9. April 2020
- Baikonur/Kasachstan: Das Raumschiff Sojus MS-16 startet mit den Raumfahrern Anatoli Iwanischin, Iwan Wagner und Chris Cassidy zur ISS.

### Montag, 13. April 2020
- Warschau/Polen: Die Muttergesellschaft der polnischen Fluggesellschaft LOT, die Polska Grupa Lotnicza, hat bekanntgegeben, auf den vereinbarten Kauf des deutschen Ferienfliegers Condor zu verzichten.[4]

### Dienstag, 14. April 2020
- Europa: Einige europäische Staaten wie Dänemark, Österreich oder Tschechien haben mit einer Lockerung ihrer Maßnahmen gegen die Pandemie begonnen, während in Frankreich die Ausgangssperre vorerst bis zum 11. Mai 2020 verlängert wurde.

### Mittwoch, 15. April 2020
- Seoul/Südkorea: Bei der Parlamentswahl gewann die Regierungspartei Deobureo-minju-Partei mit der verbündeten Partei Deobureo-shimin-Partei einen Erdrutschsieg.
- Washington, D.C./Vereinigte Staaten: Der US-Präsident Donald Trump hat die Einstellung der US-amerikanischen Zahlungen an die Weltgesundheitsorganisation verfügt.[5]

### Donnerstag, 16. April 2020
- Werdohl und Siegen/Deutschland: Durch die Verhaftung von fünf islamistischen Tadschiken konnte der deutsche Verfassungsschutz terroristische Anschläge auf US-amerikanische Truppenstandorte sowie auf den christlichen YouTuber und Ex-Muslim Amir Arabpour verhindern.[6]

### Freitag, 17. April 2020

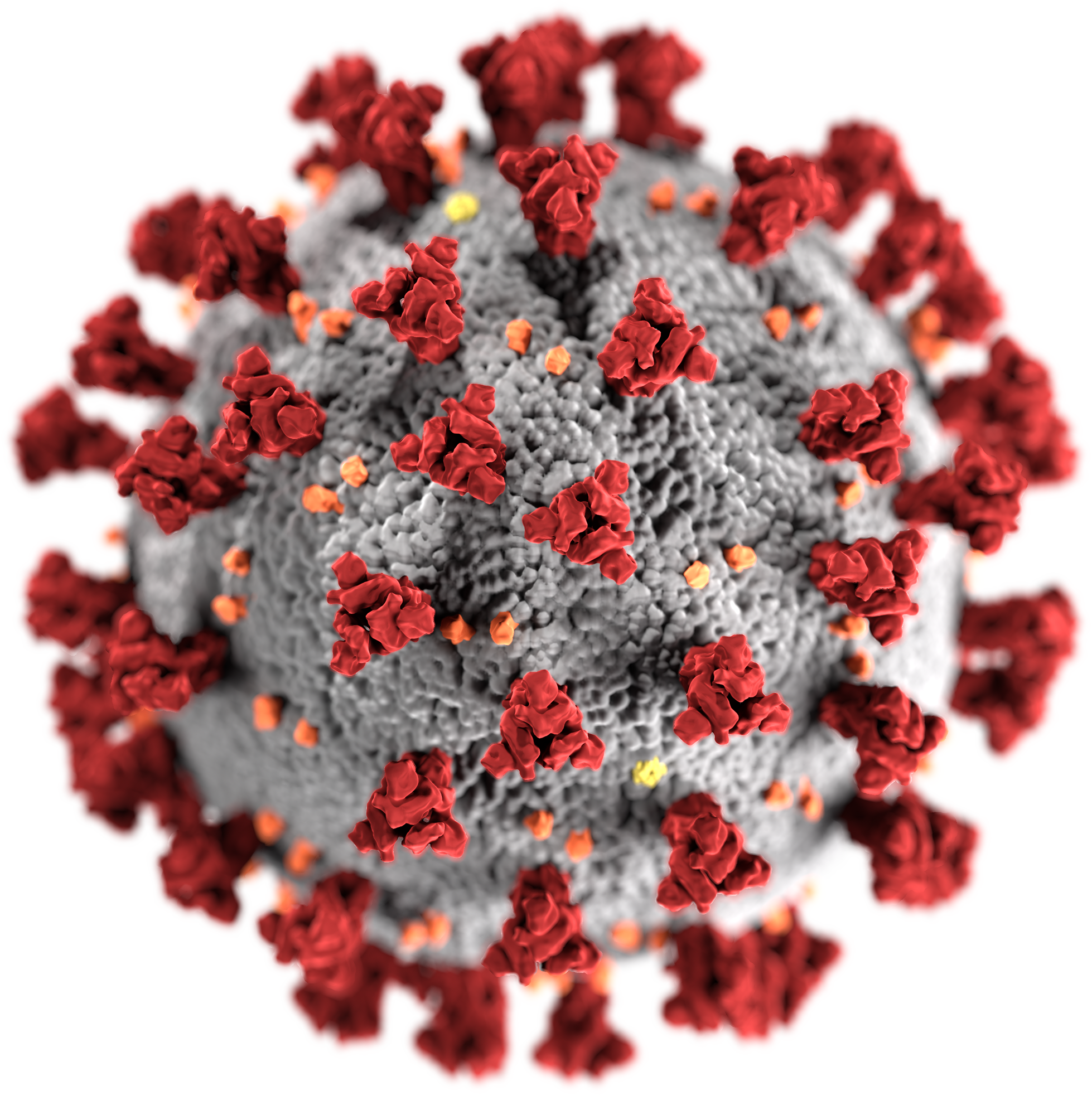
Darstellung des SARS-CoV-2

- Die Zahl der bekannten COVID-19-Fälle übersteigt zwei Millionen.[7]

### Samstag, 18. April 2020
- Kanada: Bei einem Amoklauf in der kanadischen Provinz Nova Scotia werden mindestens 23 Menschen getötet und fünf Gebäude in Brand gesetzt.

### Sonntag, 19. April 2020
- Bamako/Mali: Parlamentswahl, 2. Wahlgang

### Montag, 20. April 2020
- Herkenbosch/Niederlande: Aufgrund des grenzüberschreitenden Waldbrandes im niederländischen Nationalpark De Meinweg muss der Ort Herkenbosch evakuiert werden.

### Dienstag, 21. April 2020
- Langen/Deutschland: Das Paul-Ehrlich-Institut hat die ersten Tests in Deutschland für einen Impfstoff gegen COVID-19 genehmigt.
- Hamburg/Deutschland: Die Stadt Hamburg fordert von der Warburg-Bank 160 Millionen Euro an im Rahmen der Cum/Ex-Geschäfte zu Unrecht erhaltenen Kapitalertragsteuerrückzahlungen zurück und beruft sich dabei auf ein Urteil des Landgerichts Bonn vom 19. März 2020.

### Mittwoch, 22. April 2020
- Teheran/Iran: Die Iranische Revolutionsgarde hat den Start eines militärischen Satelliten mit dem bis dahin unbekannten Raketentyp Ghased vermeldet.

### Donnerstag, 23. April 2020

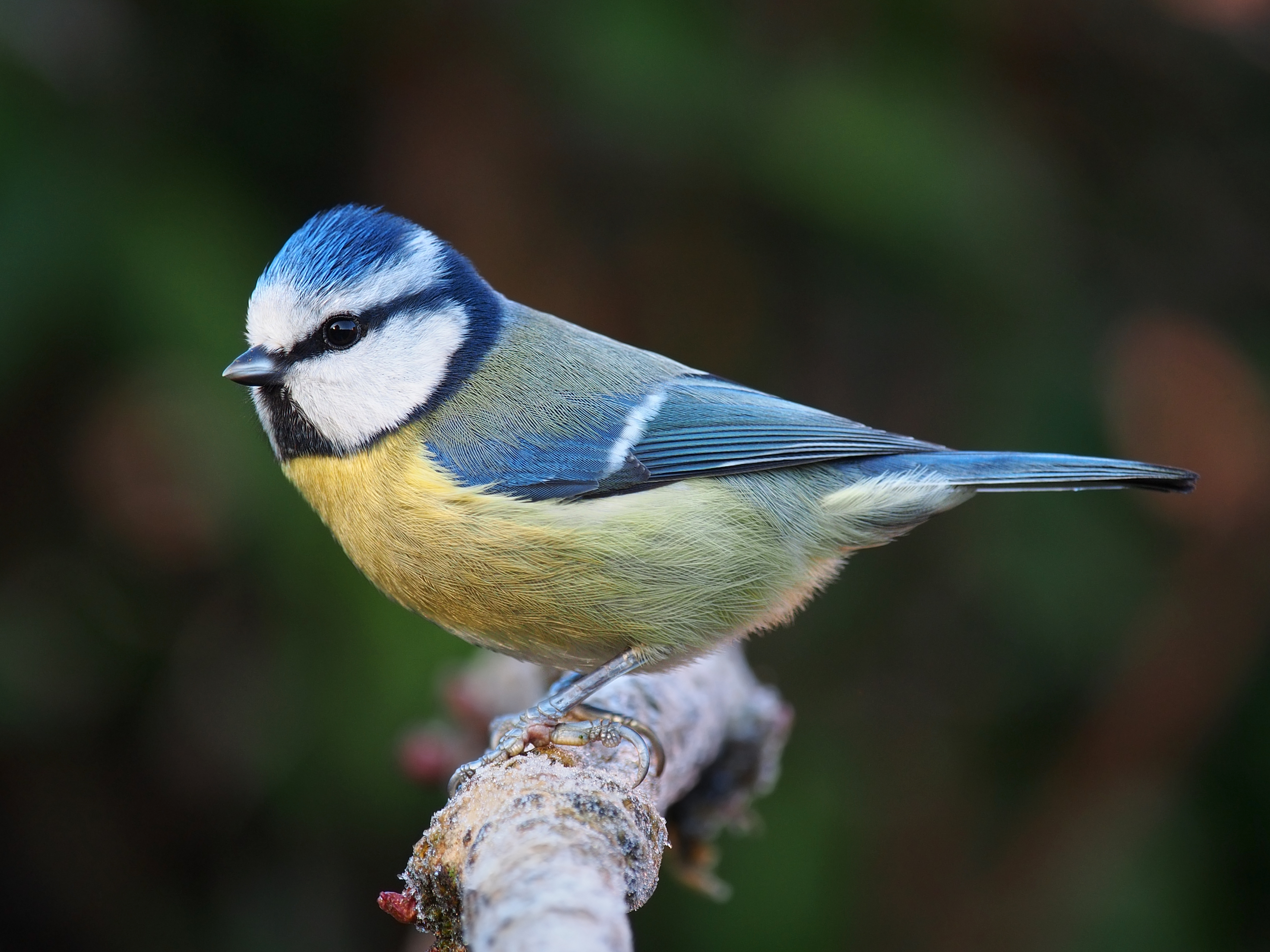
Blaumeise

- Berlin/Deutschland: Nach Angaben des Naturschutzbundes Deutschland (NABU) ist das Bakterium Suttonella ornithocola Ursache für das massenweise Sterben von Blaumeisen.
- Koblenz/Deutschland: Am Oberlandesgericht beginnt das weltweit erste Strafverfahren gegen Mitglieder des Assad-Regimes wegen Verbrechens gegen die Menschlichkeit.

### Freitag, 24. April 2020

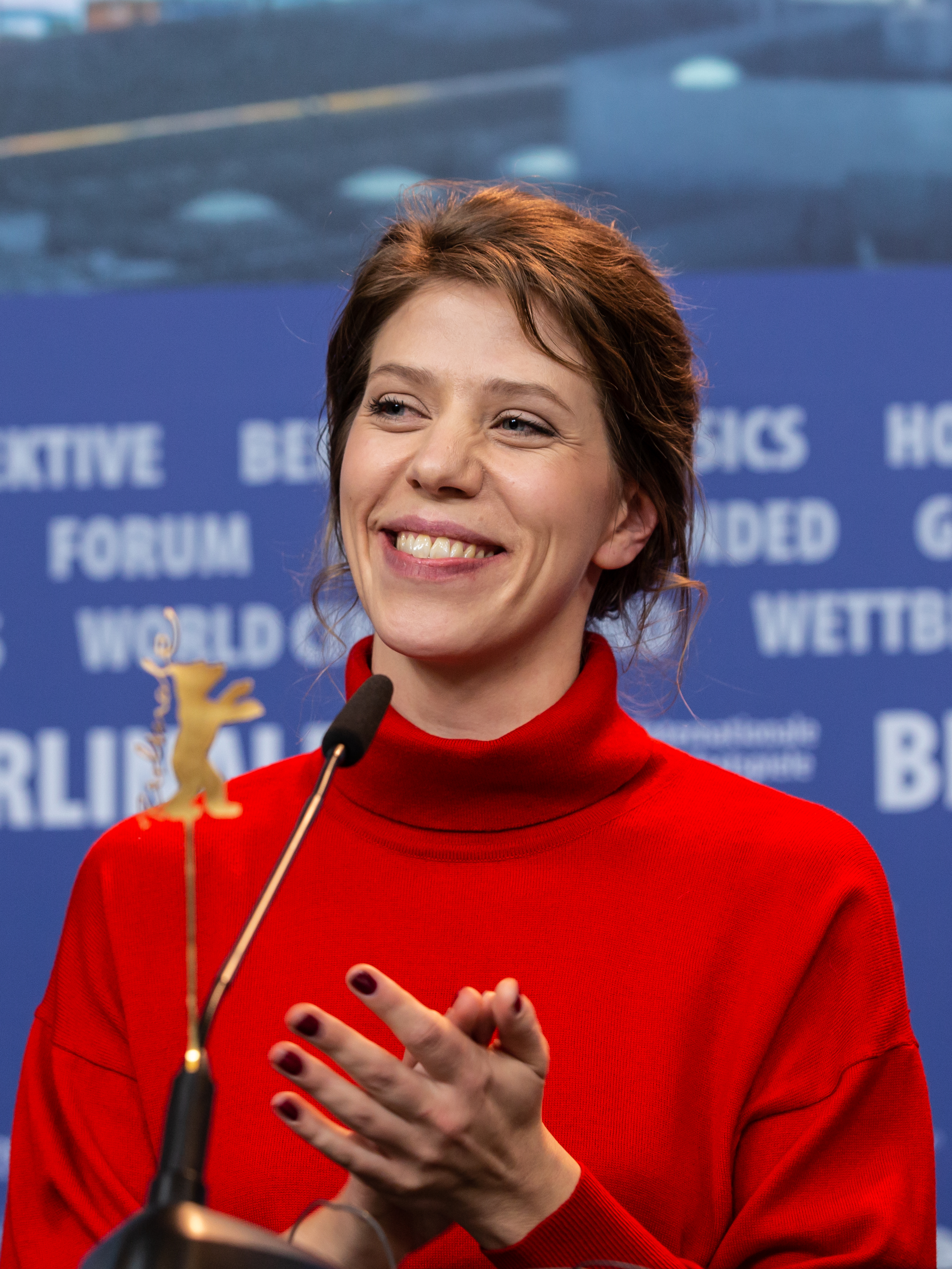
Nora Fingscheidt auf der Berlinale 2019

- Berlin/Deutschland: Bei der Verleihung des Deutschen Filmpreises wird das Drama Systemsprenger von Nora Fingscheidt als bester Spielfilm sowie in sieben weiteren Kategorien ausgezeichnet.[8] Ursprünglich wie in den Vorjahren als Preisgala im Palais am Funkturm mit großem Publikum geplant, musste die Veranstaltung aufgrund der COVID-19-Pandemie als Live-Fernsehshow im Ersten mit zugeschalteten Gästen konzipiert werden.[9]

### Montag, 27. April 2020

Gebotszeichen M016: Maske benutzen

- Deutschland: In allen Bundesländern besteht nun eine verordnete Maskenpflicht bei Benutzung öffentlicher Verkehrsmittel, in allen Ländern außer Berlin auch beim Einkauf im stationären Einzelhandel.[10]
- Der bisher in Berlin abgehaltene Petersberger Klimadialog findet als Online-Videokonferenz statt, mit einer Rede von Angela Merkel zu Klimazielen und deren Umsetzung in Zeiten der Coronavirus-Pandemie am zweiten Tag – Europa solle bis 2050 der erste klimaneutrale Kontinent werden, so Merkel.[11]

### Dienstag, 28. April 2020
- Paris/Frankreich: Kolumbien wird der 37. Mitgliedstaat der OECD.[12]
- Berlin/Deutschland: Neue Fassungen der Straßenverkehrs-Ordnung (StVO-Novelle) und der Bußgeldkatalog-Verordnung treten in Kraft.[13]

### Mittwoch, 29. April 2020
- Berlin/Deutschland: Die Bundesregierung verlängert aufgrund der COVID-19-Pandemie ihre weltweite Reisewarnung für nicht notwendige, touristische Reisen bis zum 14. Juni 2020.[14]

### Donnerstag, 30. April 2020
- Berlin/Deutschland: Die Regierung Deutschlands verbietet den politischen Arm der Hizbollah. In mehreren Moscheen und Vereinsheimen in Berlin, in Bremen, in Münster-Hiltrup und in Dortmund finden Razzien der Polizei statt.